# Frenštát pod Radhoštěm
Frenštát pod Radhoštěm (en allemand : Frankstadt unter dem Radhoscht) est une ville du district de Nový Jičín, dans la région de Moravie-Silésie, en République tchèque. Sa population s'élevait à 10 376 habitants en 2024.

## Géographie
Kunčice pod Ondřejníkem se trouve à 16 km à l'est-sud-est de Nový Jičín, à 31 km au sud d'Ostrava et à 278 km à l'est-sud-est de Prague.

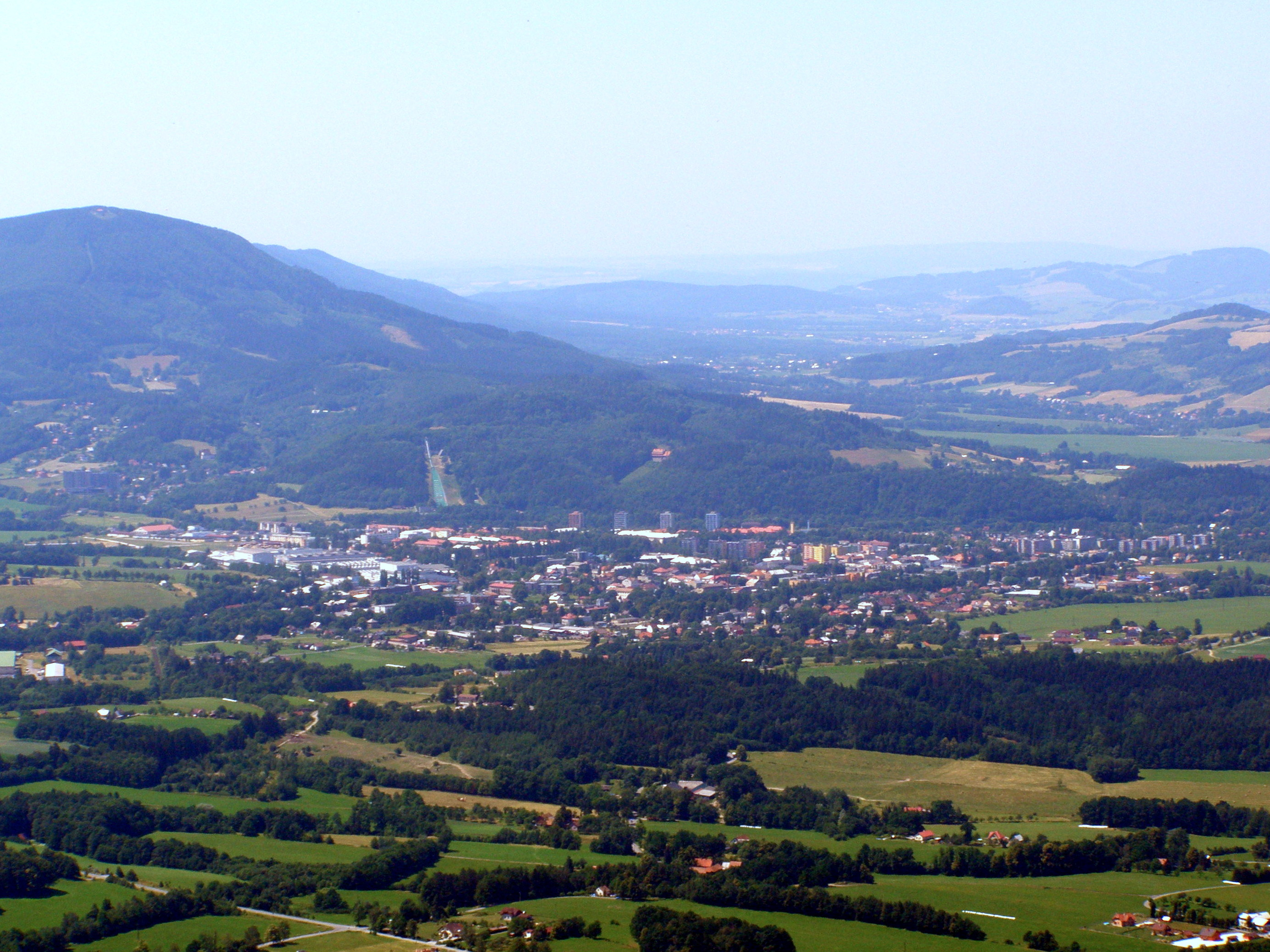
Frenštát pod Radhoštěm : vue générale.

La commune est limitée par Tichá au nord, par Kunčice pod Ondřejníkem à l'est, par Trojanovice au sud et à l'ouest, et par Bordovice et Lichnov au nord-ouest.

## Histoire
La première mention écrite de la localité date de 1382.

## Population
Recensements (jusqu'en 2001) ou estimations (depuis 2014) de la population de la commune dans ses limites actuelles :
| 1869* | 1880* | 1890* | 1900* | 1910* | 1921* |
| ----- | ----- | ----- | ----- | ----- | ----- |
| 6 563 | 6 107 | 5 767 | 5 767 | 6 178 | 5 432 |

| 1930* | 1950* | 1961* | 1970* | 1980* | 1991*  |
| ----- | ----- | ----- | ----- | ----- | ------ |
| 5 691 | 6 348 | 7 754 | 8 582 | 9 853 | 11 166 |

| 2001*  | 2011*  | 2015   | 2016   | 2017   | 2018   |
| ------ | ------ | ------ | ------ | ------ | ------ |
| 11 361 | 10 915 | 10 852 | 10 854 | 10 887 | 10 824 |

| 2019   | 2020   | 2021*  | 2022   | 2023   | 2024   |
| ------ | ------ | ------ | ------ | ------ | ------ |
| 10 820 | 10 837 | 10 576 | 10 569 | 10 709 | 10 376 |

## Transports
Par la route, Frenštát pod Radhoštěm se trouve à 12 km de Kopřivnice, à 20 km de Nový Jičín, à 44 km d'Ostrava et à 249 km de Prague.

## Personnalités
- Ladislav Adamec (1926-2007), homme politique
- Martin Kasík (né en 1976), pianiste
- Jiří Parma (né en 1963), sauteur à ski
- Jiří Raška (1941-2012), sauteur à ski

## Jumelages
- La Grange (États-Unis)
- Ustroń (Pologne)